# Heteroconis smithersi
Heteroconis smithersi är en insektsart som beskrevs av Meinander 1969. Heteroconis smithersi ingår i släktet Heteroconis och familjen vaxsländor. Inga underarter finns listade i Catalogue of Life.